# Kaspersky Anti-Virus
Kaspersky Anti-Virus (Russisk: Антивирус Касперского, også kendt som KAV), som i starten er hed AntiViral Toolkit Pro er et antivirus-program udviklet af Kaspersky Lab. Den er lavet for at beskytte brugerne mod malware. Den kan bruges på Microsoft Windows og Mac OS X styresystemer. Virksomheder kan også bruge dem på Linux-styresystemet.

## Funktioner
Kaspersky Anti-Virus har flere funktioner. Det inkluderer realtidsbeskyttelse, fjernelse af virus, trojanske heste, orme, spyware, adware, keyloggere og rootkit. Den opdaterer virusdatabaserne automatisk og har indbygget selvbeskyttelse, der forhindrer andre computerprogrammer (såsom malware) at deaktivere beskyttelsen.
Det omfatter også øjeblikkelige automatiske opdateringer via "Kaspersky Security Network" service, som er et netværk af alle brugere af Kaspersky Lab´s sikkerhedsprodukter. Dette netværk bidrager ved at at lette identifikation malware og dermed reducere den tid, det tager at yde beskyttelse mod nye sikkerhedsrisici målrettet ens computer."
"Kaspersky Security Network" er dækket af Kaspersky Lab strenge beskyttelse af politik af personlige oplysninger i brug af denne service.
Programmet blevet markeret ADVANCED+ af AV Comparatives for at opdage 95,1% (gennemsnit) af alt malware der var installeret på testcomputeren. I alt har Kaspersky Antivirus vundet 44 VB100-præmier.

## Begrænsninger
Kaspersky Anti-Virus mangler en del funktioner der følger med Kaspersky Internet Security. Det er blandt andet firewall, HIPS, forældrekontrol og antispam. Den mangler også en virtuel tastatur, der ikke kan keylogges.

## Linux
En speciel version af Kaspersky Anti-Virus til virksomheder kan også bruges på Linux. Den har mange af de funktioner, som udgaven for Microsoft Windows også har. Den kan hentes på Kaspersky's hjemmeside.

## Systemkrav
|                           | Windows 10 / 8 / 7          | Windows 2000 (SP4 eller nyere) / XP (SP2 eller nyere) | Windows Vista (32/64-bit)          | Linux (Red Hat, Mandriva, Fedora, Debian, SUSE) |
| ------------------------- | --------------------------- | ----------------------------------------------------- | ---------------------------------- | ----------------------------------------------- |
| Processor                 | 1 GHz eller kraftigere      | Intel Pentium 300 MHz eller højere                    | Intel Pentium 800 MHz eller højere | Intel Pentium 133 MHz eller højere              |
| RAM                       | 1 GB (32-bit) 2 GB (64-bit) | 128 MB                                                | 512 MB                             | 64 MB                                           |
| Ledig plads på harddisken | 480 MB                      | 50 MB                                                 | 50 MB                              | 100 MB                                          |